# Airapus popondettae
Airapus popondettae är en skalbaggsart som beskrevs av Zdzisława Stebnicka 1998. Airapus popondettae ingår i släktet Airapus och familjen Aphodiidae. Inga underarter finns listade i Catalogue of Life.